# Modellazione della turbolenza
La modellazione della turbolenza è la rappresentazione, attraverso un modello matematico, degli effetti della turbolenza sulla fluidodinamica di un flusso. La necessità di questi modelli è legata alla non chiusura delle equazioni di Navier-Stokes, quando esse vengono scritte applicando la media di Reynolds.  I flussi turbolenti rappresentano la maggior parte dei flussi presenti nel mondo reale (ad esempio il flusso dell'aria su un'ala d'aereo o come il flusso del sangue all'interno del sistema cardiovascolare). La ricerca in questo ambito ha subito una accelerazione dagli anni '60, con lo sviluppo del trasporto aereo commerciale e l'incremento nella disponibilità di potenza computazionale. Dato l'interesse e la non esistenza di una soluzione analitica per flussi turbolenti (eccetto che per i casi più semplici), l'evoluzione di metodi simulativi per prevederne il comportamento ha richiesto lo sviluppo parallelo di modelli di turbolenza più avanzati. In particolare, si è passati da modelli basati su assunzioni sulle caratteristiche della turbolenza stessa (come i modelli basati sulla lunghezza di miscelazione) a modelli a una equazione (come lo Spalart-Allmaras) e infine a modelli a due equazioni e l'RSM.

## Il problema della chiusura
Le equazioni fondamentali della fluidodinamica sono rappresentate dalle equazioni di Navier-Stokes. La risoluzione di questo sistema di equazioni permette di prevedere il comportamento di un flusso, dal punto di vista cinematico e termodinamico. Vista la natura intrinsecamente tridimensionale, tempo dipendente e aleatoria della turbolenza, diversi approcci statistici sono stati sviluppati per catturarne gli effetti sul flusso medio. Per catturare questa caratteristica dei flussi turbolenti, ogni proprietà del flusso può essere scritta come somma della componente media e di quella fluttuante del campo stesso. Le equazioni ottenute mediando le Navier-Stokes riscritte utilizzando questa decomposizione sono chiamate Reynolds-Averaged Navier-Stokes (RANS) equations. Questa procedura di media presenta diverse proprietà, e in particolare quando essa viene applicata al prodotto di componenti medie e fluttuanti risulta che:
- La media di una componente fluttuante è nulla:

{\displaystyle {\overline {\phi '}}=0}
- La media del prodotto di una componente media e di una fluttuante è nulla:

{\displaystyle {\overline {\phi '\phi }}={\overline {\phi '}}{\overline {\phi }}=0}
- La media del prodotto di 2 componenti fluttuanti è diversa da zero:

{\displaystyle {\overline {\phi '\phi '}}\neq 0}
In particolare questa ultima proprietà del processo di media applicata alle equazioni della conservazione della quantità di moto e dell'energia porta all'emergere di componenti che non possono essere determinate analiticamente, ma che richiedono di una trattazione modellistica. 
Per l'equazione della quantità di moto e considerando le proprietà del fluido come costanti:
{\displaystyle {\frac {\partial \rho {\textbf {U}}}{\partial t}}+\nabla \cdot (\rho {\textbf {U}}{\textbf {U}})=\rho {\textbf {g}}-\nabla P+\mu \nabla ^{2}{\textbf {U}}+{\frac {1}{3}}\nabla \left(\nabla \cdot {\textbf {U}}\right)}
Applicando il processo della media di Reynolds e osservando il termine convettivo:
{\displaystyle {\overline {\nabla \cdot \rho \left({\overline {\textbf {U}}}+{\textbf {u'}}\right)\otimes \left({\overline {\textbf {U}}}+{\textbf {u'}}\right)}}},
lo sviluppo del prodotto tra i termini, risulta:
{\displaystyle \nabla \cdot \left(\rho {\overline {\textbf {U}}}\otimes {\overline {\textbf {U}}}\right)+\nabla \cdot \left(\rho {\overline {{\textbf {u'}}\otimes {\textbf {u'}}}}\right)},
dove secondo termine rappresenta gli stress di Reynolds. Fisicamente, questi stress rappresentano l'effetto del trasporto turbolento sul flusso, come aumento della diffusività e della miscelazione all'interno di flussi turbolenti. Svolgendo il prodotto si può osservare che il tensore degli stress di Reynolds può essere scritto come una componente simmetrica e una deviatorica:
{\displaystyle {\overline {\overline {r}}}=-\rho {\begin{bmatrix}{\overline {u^{2}}}&{\overline {uv}}&{\overline {uw}}\\{\overline {vu}}&{\overline {v^{2}}}&{\overline {vw}}\\{\overline {wu}}&{\overline {wv}}&{\overline {w^{2}}}\end{bmatrix}}},
dove la componente simmetrica può essere descritta dalla traccia della matrice stessa:
{\displaystyle tr({\overline {\overline {r}}})=-\rho ({\overline {u^{2}}}+{\overline {v^{2}}}+{\overline {w^{2}}})=-2\rho k}
{\displaystyle k} rappresenta la energia cinetica turbolenta. La necessità di trovare un modello per il tensore degli stress di Reynolds dà origine al problema della chiusura.

## Viscosità turbolenta
Un primo approccio per trovare una chiusura al set delle RANS fu quello proposto da Joseph Valentin Boussinesq, introducendo l'idea della viscosità turbolenta (eddy viscosity). Boussinesq propose di modellare la componente deviatorica ({\displaystyle {\overline {\overline {a}}}}) del tensore degli stress di Reynolds in analogia con la legge di sforzo/deformazione di Newton:
{\displaystyle {\overline {\overline {a}}}={\overline {\overline {r}}}+\rho {\frac {2}{3}}k=-2\mu _{t}{\overline {D_{ij}}}},
dove {\displaystyle {\overline {D_{ij}}}} rappresenta il tensore delle deformazioni medie. Specificando un valore per la viscosità turbolenta {\displaystyle \mu _{t}}, il problema risulta chiuso. Questo modello risulta applicabile per casi in cui una componente del gradiente di velocità risulta dominante, come nel caso di strati limite turbolenti, getti, o scie. In questi casi infatti una singola componente della velocità risulta dominante, e il termine preponderante nel tensore degli stress di Reynolds risulta essere quello dovuto al gradiente di velocità trasversale. La assunzione di Boussinesq si riduce allora all'equazione: 
{\displaystyle -\rho {\overline {uv}}=\mu _{t}{\frac {\partial U}{\partial y}}}

## Lunghezza di miscelazione
Successivamente a Boussinesq, Taylor (1915) e Prandtl (1925) introdussero il concetto di lunghezza di miscelazione (mixing length). Questa idea nasce dall'applicazione del modello di Boussinesq allo strato limite. Considerando ancora un flusso quasi monodimensionale, in presenza di un gradiente di velocità trasversale ({\displaystyle {\frac {\partial U}{\partial y}}}), il tensore degli stress di Reynolds può essere scritto come:
{\displaystyle -\rho {\overline {uv}}=\mu _{t}{\frac {\partial U}{\partial y}}\propto l_{t}u_{t}{\frac {\partial U}{\partial y}}},
dove {\displaystyle \mu _{t}} è stato scritto come il prodotto di una lunghezza {\displaystyle l_{t}} chiamata lunghezza di miscelazione e della perturbazione di velocità prodotta dal vortice {\displaystyle u_{t}}. La lunghezza di miscelazione rappresenta quindi la massima distanza di influenza del vortice stesso. Se consideriamo il gradiente normale di velocità e questa distanza, è possibile scrivere la {\displaystyle u_{t}} come funzione della {\displaystyle l_{t}}, e, sostituendo, si può quindi trovare che:
{\displaystyle -\rho {\overline {uv}}\propto l_{t}^{2}({\frac {\partial U}{\partial y}})^{2}},
riducendo il problema alla modellazione della lunghezza di miscelazione. Questo termine risulta più facile da stimare rispetto alla viscosità turbolenta. Su questo modello si basa la legge di parete che descrive il comportamento della velocità all'interno dello strato limite in condizioni in assenza (o con ridotti) gradienti di pressione.

## Estensioni del modello
Nel 1963 Smargorinsky propose di estendere il concetto di lunghezza di miscelazione per flussi generici, esprimendo la viscosità turbolenta come funzione del tensore delle deformazioni medie:
{\displaystyle {\frac {\mu _{t}}{\rho }}=l_{t}^{2}{\sqrt {2{\overline {D}}:{\overline {D}}}}}
Baldwin e Lomax (1978) proposero una espressione simile, utilizzando il tensore delle rotazioni medie invece del tensore delle deformazioni:
{\displaystyle {\frac {\mu _{t}}{\rho }}=l_{t}^{2}{\sqrt {2{\overline {R}}:{\overline {R}}}}}
Entrambi i modelli rimangono incompleti, vista la necessità di specificare la lunghezza di miscelazione {\displaystyle l_{t}}.

## Modelli a una equazione: modello di Prandtl
Con l'obiettivo di sviluppare modelli più generici, nel 1945 Prandtl propose di legare direttamente la viscosità turbolenta all'energia cinetica turbolenta:
{\displaystyle \mu _{t}=c'l_{t}{\sqrt {k}}}
Per valutare l'energia cinetica turbolenta {\displaystyle k}, Prandtl propose la formulazione la seguente equazione di bilancio:
{\displaystyle \rho {\frac {\partial k}{\partial t}}+\rho {\overline {\textbf {V}}}\cdot \nabla k={\overline {\overline {r}}}:\nabla {\overline {\textbf {V}}}-2\mu {\overline {({\overline {d}}:{\overline {d}})}}+\nabla \cdot ({\overline {-P'{\textbf {v}}}}+\mu \nabla k-{\frac {1}{2}}{\overline {v^{2}{\textbf {v}}}})}
Questa equazione contiene i termini di produzione dell'energia cinetica dal flusso medio:
{\displaystyle {\overline {\overline {r}}}:\nabla {\overline {\textbf {V}}}}
e gli effetti di dissipazione di energia cinetica turbolenta dovuti alla viscosità:
{\displaystyle 2\mu {\overline {({\overline {d}}:{\overline {d}})}}}
dove {\displaystyle {\overline {\overline {d}}}={\frac {1}{2}}(\nabla {\textbf {v}}+\nabla {\textbf {v}}^{T})} è il tensore delle deformazioni.
Il terzo termine dell'equazione di bilancio di Prandtl contiene i termini di trasporto dell'energia cinetica turbolenta per diffusione, trasporto turbolento e il termine di pressione. Il termine di trasporto e il termine di dissipazione non possono essere ricavati analiticamente e devono quindi essere modellati. In particolare, il termine dissipativo viene modellato come:
{\displaystyle \epsilon =2\mu {\overline {({\overline {d}}:{\overline {d}})}}\cong C_{D}{\frac {k^{\frac {3}{2}}}{l_{t}}}},
mentre il termine di trasporto assume la forma:
{\displaystyle -P'{\textbf {v}}-{\frac {1}{2}}{\overline {v^{2}{\textbf {v}}}}\cong {\frac {\mu _{t}}{\sigma _{k}}}\nabla k}
Per chiudere questo sistema, un modello ulteriore è necessario per la valutazione della lunghezza di miscelazione turbolenta (ad esempio il modello di Van Driest).

## Modelli a una equazione: Spalart-Allmaras
Vista la necessità di utilizzare comunque un modello per la lunghezza di miscelazione, Spalart-Allmaras (1994) proposero una equazione di bilancio per la viscosità turbolenta, nella forma:
{\displaystyle \rho {\frac {\partial \mu _{t}}{\partial t}}+\rho {\overline {\textbf {V}}}\cdot \nabla \mu _{t}=\nabla \cdot (\mu _{t}\nabla \mu _{t})+S}
Dove {\displaystyle S} è un termine sorgente, dipendente dalla viscosità molecolare e da quella turbolenta, come dalla vorticità media e dalla distanza dalla parete. Questo modello ha una lunga storia di applicazioni nel mondo aeronautico, in applicazioni transoniche e supersoniche.

## I modelli a due equazioni
Questa classe di modelli di turbolenza si propone di valutare la lunghezza di miscelazione e la viscosità turbolenta a partire da due parametri: l'energia cinetica turbolenta e la sua velocità di dissipazione ({\displaystyle \epsilon }). 

### Modellok−ϵ{\displaystyle k-\epsilon }
Il modello k- ε venne proposto da Jones e Launder (1972) introducendo una seconda equazione di trasporto per la velocità di dissipazione dell'energia cinetica turbolenta {\displaystyle k}:
{\displaystyle {\frac {\partial \epsilon }{\partial t}}+{\overline {\textbf {V}}}\cdot \nabla \epsilon =C_{\epsilon 1}{\frac {\epsilon }{k}}{\overline {\overline {r}}}:\nabla {\overline {\textbf {V}}}-C_{\epsilon 2}{\frac {\epsilon ^{2}}{k}}+\nabla \cdot (({\frac {\mu }{\rho }}+{\frac {\mu _{t}}{\rho \sigma _{\epsilon }}})\nabla \epsilon )}
I termini di produzione, ovvero il primo termine a destra dell'uguale, dissipazione e trasporto di {\displaystyle \epsilon } richiedono la specificazione di costanti di calibrazione, che possono essere tarate a partire dai dati sperimentali. In questa formulazione del modello, il termine dissipativo risulta essere problematico, in quanto all'avvicinarsi alla parete il valore di {\displaystyle k} tende a zero, portando a un termine dissipativo singolare. L'applicazione di questo modello richiede dunque un trattamento speciale a parete, controllando il valore di {\displaystyle y+}. 

### Modellok−ω{\displaystyle k-\omega }
Per evitare il problema della singolarità a parete, Wilcox (1988) propose il modello {\displaystyle k-\omega }, dove la seconda equazione di trasporto è scritta per {\displaystyle \omega }, la frequenza caratteristica dei vortici:
{\displaystyle \omega ={\frac {1}{t_{T}}}={\frac {\epsilon }{k}}}
L'equazione per {\displaystyle \omega } sarà quindi:
{\displaystyle {\frac {\partial \omega }{\partial t}}+{\overline {\textbf {V}}}\cdot \omega =C_{\omega 1}{\frac {\omega }{k}}{\overline {\overline {r}}}:\nabla {\overline {\textbf {V}}}-C_{\omega 2}\omega ^{2}+{\frac {\mu _{t}}{\rho \sigma _{\epsilon }}})\nabla \omega )}
Anche in questo caso, i termini a destra dell'uguale rappresentano la produzione, dissipazione e trasporto della frequenza dei vortici. In questa equazione, il termine dissipativo non risulta singolare a parete, permettendo la risoluzione dello strato limite. Questo rende il modello più adatto all'utilizzo nel caso di gradienti avversi di pressione e separazioni dello strato limite.

### Modellok−ωSST{\displaystyle k-\omega SST}
Per combinare i vantaggi di questi due modelli, Menter (1994) propose una versione modificata del modello {\displaystyle k-\omega }, che combina le equazioni di {\displaystyle \omega } ed {\displaystyle \epsilon }, con un fattore moltiplicativo che se nullo, rende l'equazione identica a quella di {\displaystyle \omega }. Questo fattore di blending, rende quindi il modello SST simile al modello {\displaystyle k-\omega } vicino a parete, mentre lontano dalla parete, esso si comporta come il {\displaystyle k-\epsilon }. Questo modello è largamente utilizzato nell'industria, in particolare nell'ambito turbomacchine.

## Reynolds stress model (RSM)
Questa classe di modelli non è basata sulla ipotesi di Boussinesq, e la chiusura del problema è effettuata risolvendo il tensore degli stress di Reynolds completo. L'assenza dell'ipotesi di isotropia della turbolenza significa che gli effetti di direzionalità della turbolenza potranno essere catturati, al costo di un maggiore carico computazionale rispetto a modelli a una/due equazioni (il modello RSM è infatti un modello a 7 equazioni aggiuntive, 6 per gli stress di Reynolds e 1 per la ɛ. La riduzione di risorse richieste rispetto a simulazioni LES (Large Eddy Simulation) o DNS (Direct Numerical Simulation) pone questi modelli a un punto intermedio rispetto ai modelli classici a due equazioni.

## Algebraic stress model (ASM)
Questa classe di modelli nasce con lo scopo di riuscire a valutare l'anisotropia degli stress di Reynolds senza dover risolvere le loro equazioni di trasporto. Di base, il costo computazionale maggiore nel risolvere le RMS è causato dalla valutazione dei gradienti degli stress di Reynolds presenti nei termini convettivo e diffusivo delle equazioni di trasporto. Rimuovendo o modellando questi termini le equazioni degli stress di Reynolds si riducono a un set di equazioni algebriche. La modellazione può essere fatta assumendo che la somma dei termini convettivo e diffusivo degli stress di Reynolds sia proporzionale alla somma dei termini convettivi e diffusivi dell'energia cinetica turbolenta k.